# Внешняя политика Бурунди
Внешняя политика Бурунди — это общий курс Бурунди в международных делах. Внешняя политика регулирует отношения Бурунди с другими государствами. Реализацией этой политики занимается министерство иностранных дел Бурунди.

## История
Отношения Бурунди с соседними странами часто затрагивают проблемы безопасности. В разное время сотни тысяч бурундийских беженцев прибывали в Руанду, Танзанию и Демократическую Республику Конго. Большинство из них бежали в соседние страны во время гражданской войны (1993—2005). С 1993 года около 750 000 человек нашли убежище в Танзании, из них более 430 000 человек остались в лагерях для беженцев на территории этой страны. Бурунди поддерживает тесные отношения со всеми соседями в районе Великих озёр, включая Руанду, Уганду и Демократическую Республику Конго. Бурунди — страна, полностью зависящая от иностранной помощи и заслужила репутацию партнёра, который разумно и справедливо распределяет объёмы оказанной помощи. Бурунди следует относительно прагматичной линии в международных делах и привлекает инвесторов из разных регионов. Ни одно правительство Бурунди не отказывалось от помощи промышленно развитых стран и международных организаций, которая составляет около трети валового национального продукта.
С окончанием Холодной войны у Бурунди уже не было возможности выбирать путь развития путём поддержки одной из противостоящих сторон. Капиталистические страны стали проводить единодушную политику поощрения развития демократии в Африке. Бурунди является членом различных международных и региональных организаций, включая Организацию Объединённых Наций, Всемирную торговую организацию, Африканский союз, Африканский банк развития, Общий рынок Восточной и Южной Африки и Восточноафриканское сообщество (ВАС).
После окончания многолетней гражданской войны Бурунди старалась наладить взаимодействие со своими соседями в регионе. Небольшое количество военнослужащих Бурунди было задействовано в ДР Конго в начале Второй конголезской войны (1998—2002) с целью преследования бурундийских повстанцев, но они не было вовлечены в более широкомасштабные боевые действия. Затем, отношения между Бурунди и ДР Конго нормализовались.
Правящая партия Бурунди Национальный совет обороны демократии — Силы обороны демократии получала финансовую и политическую поддержку от Судана во время гражданской войны в 1993—2005 годах. В мае 2007 года президент Судана Омар аль-Башир совершил официальный государственный визит в Бурунди. В Бурунди проживает небольшое количество мусульман, практически все в городе Бужумбуре и они активно участвуют в политической жизни страны. Бывший глава правящей политической партии [Национальный совет обороны демократии — Силы обороны демократии Хусейн Раджабу является мусульманином, который совершал паломничество в Мекку. Хусейн Раджабу получал финансовую поддержку от исламских стран, таких как Саудовская Аравия, Ливия, Судан и Ирак. В апреле 2007 года Раджабу был арестован и приговорен судом к 13 годам лишения свободы за подготовку мятежа. Предположительно, Хусейн Раджабу вербовал бывших повстанцев с целью дестабилизации нынешнего правительства Бурунди. Несмотря на то, что он был заключен под стражу, Раджабу сохранил влияние и некоторый контроль над своими сторонниками-мусульманами.
Правительство Бурунди участвует в региональной интеграции, входит в политический блок Восточноафриканское сообщество. Несмотря на недостаток природных ресурсов в Бурунди, общая граница с ДР Конго может в будущем сделать это государство в качестве важного транзитного пункта для осуществления торговых отношений между странами-участницами Восточноафриканского сообщества и ДР Конго. В 2009 году был разработан проект Министерства финансов США по оказанию помощи Центральному банку Бурунди в создании финансового рынка, соответствующего стандартам Восточноафриканского сообщества.